# Delphinium shuichengense
Delphinium shuichengense är en ranunkelväxtart som beskrevs av Wen Tsai Wang. Delphinium shuichengense ingår i släktet storriddarsporrar, och familjen ranunkelväxter. Inga underarter finns listade i Catalogue of Life.